# ジェームズ5世 (スコットランド王)
ジェームズ5世（James V, 1512年4月10日 - 1542年12月14日）は、スコットランド王（在位：1513年 - 1542年）。ジェームズ4世とイングランド王ヘンリー7世の娘（ヘンリー8世の姉）マーガレット・テューダーの子。

## 生涯
父ジェームズ4世のフロドゥンの戦いでの死により、生後1年5ヶ月でスターリング城にて即位した。幼年期には母、次いでジェームズ2世の孫（ジェームズ5世の従叔父）にあたり王位継承権第2位のオールバニ公ジョン・ステュアートが摂政を務めた。1525年に義理の父親（母マーガレットの2度目の夫）アンガス伯アーチボルド・ダグラスが後見人となったが、実際にはジェームズ5世は軟禁状態に置かれた。1528年にこれを逃れ、親政を開始した。
ジェームズ5世はフランスとの古い同盟を更新し、1537年1月1日にフランス国王フランソワ1世の王女マデリン（マドレーヌ）とパリのノートルダム寺院にて結婚する。しかしマデリンは、結婚後数ヶ月後にホリールード宮殿で結核で病没した。
1538年6月、フランスの大貴族である初代ギーズ公クロードの長女メアリー（マリー）とセント・アンドルーズで結婚する。2人の間には長男ジェームズ、次男アーサーが生まれるが、2人とも1歳を待たずして1541年4月に夭折した。
1541年にイングランド出身の母が死去すると、もはや和平を保つべき理由も薄れ、ついにイングランドの戦争が勃発した。ローマ・カトリック教会から離脱したヘンリー8世は甥のジェームズ5世にもカトリックからの離脱を強要したが、ジェームズ5世は教会の改革をひどく嫌った。1542年11月、国境近くのソルウェイ湿原の戦いで敗北し、フォークランド宮殿へ帰ったジェームズ5世はそのまま熱病に倒れた。12月8日、王妃メアリーが女子（女王メアリー1世として王位を継承）を出産した知らせを聞くが、回復することなく6日後の14日に死去した。

## 子女
メアリ・オブ・ギーズとの間に2男1女が生まれた。
- ジェームズ（1540年5月22日 - 1541年4月）
- アーサー（ロバート）（1541年4月） - 生まれて8日後に死去
- メアリー（1542年 - 1587年） - スコットランド女王

さらに身分が低いマーガレット・アースキンとの間に1男が生まれた。
- ジェームズ・ステュアート（1531年 - 1570年） - 庶長子でマリ伯